# Vezuviu
Vezuviul (italiană Vesuvio, latină Vesuvius) este un vulcan exploziv situat la aproximativ 10 km est de orașul Napoli în parcul național omonim din regiunea Campania în Italia. Înălțimea actuală a conului principal este de 1281 m iar cea a conului secundar (Monte Somma) este de 1149 m.

## Originea numelui
Printre teoriile legate de originea numelui se numără:
- Heracles era, în mitologia greacă, fiul lui Zeus și al reginei Alcmena din Teba. Zeus mai era știut și ca Huēs (Ὓης). Heracles a fost, de asemenea, știut și ca Huēsou huios (Ὓησου υἱός), "Fiul lui Hues." Traducând "ου"-ul ca "V" (cum se face de obicei), și celelalte upsilonuri tot cu V (de obicei sunt traduse cu "HY") și schimbând terminația latinească în "us", rezultă VESVVIVS – Vesuvius.
- De la cuvântul Oscan festf ce înseamnă "fum".[1]
- De la radicalul proto-indo-european ves- = "munte"[2][3]

## Istorie
La 24 august 79, după secole în care s-a aflat în stare latentă, vulcanul Vezuviu erupe în sudul Italiei de astăzi, devastând prosperele orașe romane Pompeii și Herculaneum și ucigând mii de persoane. Orașele, acoperite de un strat gros de material vulcanic și noroi, nu au fost reconstruite niciodată și au fost uitate în cursul istoriei. În secolul XVIII, Pompeii și Herculaneum au fost redescoperite și excavate, aducând probe arheologice fără precedent despre viața de zi cu zi a civilizației antice.
Orasele antice Pompeii și Herculaneum se găseau în apropiere de poalele Muntelui Vezuviu, în Golful Neapole. În vremea Imperiului Roman timpuriu, în Pompey trăiau 20.000 de oameni, printre care negustori, meșteșugari și fermieri care exploatau solul bogat al regiunii, cultivând viță de vie și pomi fructiferi. Nimeni nu bănuia că fertilul pământ negru reprezenta de fapt rămășițe ale erupțiilor anterioare ale Vezuviului.
Herculaneum a fost un oraș în care au locuit 5.000 de oameni. A fost și o destinație de vacanță preferată a romanilor bogați. Denumit după eroul mitologic Hercule, Herculaneum găzduia vile opulente și băi romane grandioase. Obiectele folosite la practicarea jocurilor de noroc descoperite la Herculaneum și un bordel descoperit la Pompeii atestă viața de zi cu zi a celor două orașe. În apropiere se găseau și comunități mai mici, cum ar fi liniștitul orășel Stabiae.
La prânz, în ziua de 24 august, anul 79, această prosperitate a luat sfârșit, atunci când vârful Vezuviului a explodat, propulsând în stratosferă un nor de cenușă în formă de ciupercă. În următoarele 12 ore, cenușa vulcanică și pucioasa au invadat orașul, obligându-i pe locuitori să fugă speriați. Aproximativ 2.000 de oameni au rămas la Pompeii, ascunși în pivnițe sau în structuri din piatră, așteptând sfârșitul erupției.
Un vânt din vest a protejat orașul Herculaneum de faza inițială a erupției, însă un nor gigantic de cenusă încinsă și de gaz a coborât pe panta vestică a Vezuviului, înconjurând orașul și omorându-i pe cei care au rămas acolo. Acest nor mortal a fost urmat de un șuvoi de noroi vulcanici și piatră, care a îngropat orașul. 
Oamenii care au rămas la Pompey au fost uciși în dimineața zilei de 25 august, când un nor de gaz toxic a ajuns în oraș, sufocându-i pe cei care nu au fugit. A urmat un șuvoi de rocă și cenușă, care a făcut ca acoperișurile și zidurile să se prăbușească, îngropându-i astfel pe cei morți.
O mare parte din ceea ce cunoaștem despre această erupție provine dintr-o relatare a lui Plinius cel tânăr, care locuia în vestul Golfului Neapole atunci când a explodat Vezuviul. În două scrisori adresate istoricului Tacitus, a povestit despre modul în care “oamenii își acopereau capul cu pernele, singura apărare împotriva unei ploi de piatră” și despre cum “un nor negru și înfricoșător, încărcat de materie combustibilă avansa spre oraș. Unii își deplângeau propria soartă. Alții se rugau să moară.”
Plinius, în vârstă de doar 17 ani la vremea respectivă, a scăpat din această catastrofă, ulterior devenind un cunoscut scriitor și administrator roman. Unchiul său, Plinius cel bătrân, a fost mai puțin norocos. Plinius cel bătrân, un biolog de renume, la vremea erupției era comandantul flotei romane în Golful Neapole. După ce Vezuviul a explodat, el și-a îndreptat bărcile spre Stabiae, pentru a investiga erupția și pentru a-i îmbărbăta pe locuitorii înspăimântați. După ce a ajuns la țărm, a murit din cauza gazelor toxice.
Potrivit relatării lui Plinius cel tânăr, erupția a durat 18 ore. Pompeii a fost îngropat sub un strat de 5 metri de cenușă, iar coasta a suferit modificări majore. Herculaneum a fost îngropat sub aproape 20 de metri de noroi și material vulcanic. Unii locuitori ai orașului Pompey s-au întors ulterior pentru a-și scoate casele distruse de sub stratul de cenușă și pentru a-și salva bunurile de valoare, însă adevărate comori au rămas acolo și au fost uitate.
În secolul XVIII, un săpător de fântâni a scos la suprafață, în locul unde s-a gasit orașul Herculaneum, o statuie de marmură. Administrația locală a excavat alte valoroase obiecte de artă, însă proiectul a fost abandonat. In 1748, un fermier a descoperit sub via sa urme ale orașului Pompey. De atunci, excavările au continuat aproape fără întrerupere până în prezent. În 1927, guvernul italian a continuat excavările la Herculaneum, recuperând numeroase opere de artă: statui de marmură și de bronz și picturi de mare valoare.
La Pompey au fost descoperite rămășițele a 2.000 de bărbați, femei și copii. După ce au murit asfixiați, cadavrele lor au fost acoperite de cenușă, care a întărit și păstrat conturul corpurilor. Ulterior, cadavrele s-au descompus, lăsând în urmă un soi de mulaj. Arheologii care au descoperit aceste mulaje au umplut spațiile goale cu ghips, relevând în detaliu pozițiile în care au murit victimele vulcanului. Și restul orașului pare a fi conservat în urma trecerii timpului. Simple obiecte care spun povestea vieții de zi cu zi în Pompey sunt la fel de valoroase pentru arheologi ca și statuile și frescele. Abia în 1982 au fost descoperite la Herculaneum primele rămășițe umane. Sutele de schelete descoperite poartă urmele care atestă moartea oribilă de care au avut parte.
Ultima sa erupție a avut loc în 1944, iar ultima erupție majoră, în 1631. O altă erupție este așteptată în viitorul apropiat, erupție care ar putea fi devastatoare pentru cei 700.000 de oameni care locuiesc în “zonele morții” din jurul Vezuviului.

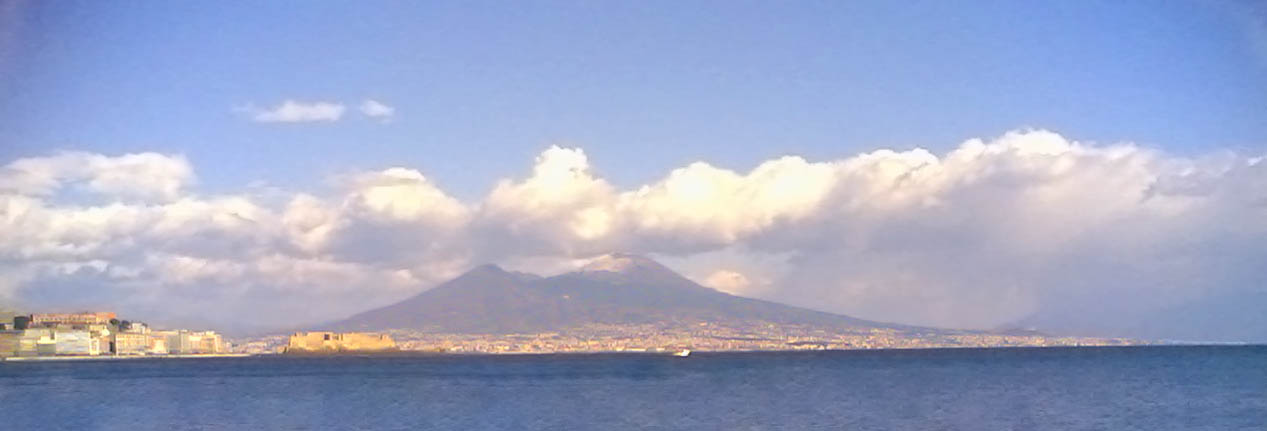
Vezuviu

## Activitatea vulcanică

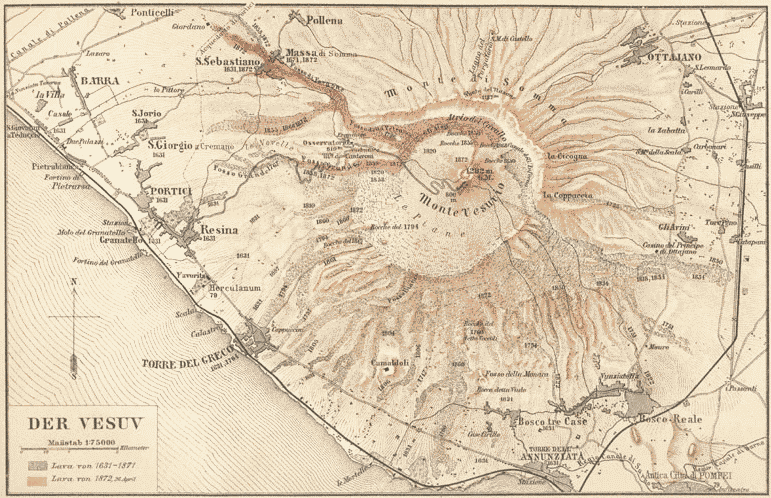
Harta istorică a Vezuviului din enciclopedia Meyer 1888

- activitatea redusă a lui fiind de tipul erupției vulcanului Stromboli cu faze alternative de scurgeri de lavă și emisii de gaze.
- renumit rămâne în istorie Vezuviul prin erupția sa provocând catastrofa din perioada lui Plinius, (79) când sub milioane de tone de cenușă, piroclaste au îngropat orașul Pompei, în care se aflau aproximativ 20 000 locuitori;aici au fost descoperite rămășițele a 2.000 de bărbați,femei și copii.
- Activitatea vulcanului fiind alimentată printr-un rezervor de magmă situat la circa 5 – 7 km adâncime.
- Acest vulcan a erupt în 1944 provocand zeci de morti si pagube in valoare de peste 100milioane de euro.
- În prezent, Muntele Vezuviu este un vulcan activ care elimină gaze naturale și se află în apropierea orașului Pozzuolli.
- Ultima sa  erupție majoră a avut loc în 1631. O altă erupție ar putea fi devastatoare pentru cei 700.000 de oameni care locuiesc în “zonele morții” din jurul Vezuviului.